# Jean-Baptiste Sanfourche
Jean-Baptiste Sanfourche, född 1831 i Cénac, Gironde, död 1860, var en fransk arkitekt. 
Han var student vid École nationale supérieure des Beaux-Arts i Paris undervisad av Simon-Claude Constant-Dufeux. År 1860 får Jean-Baptiste Sanfourche en befattning för att säkra att redovisningen av listan över religiösa byggnader i Angers (Maine-et-Loire) är korrekta. Han flyttade till Vitoria-Gasteiz i Spanien där han byggde Gare de Vitoria-Gasteiz.. 